# Emi Suzuki
Emi Suzuki (鈴木 えみ  Suzuki Emi?, n. 13 de septiembre de 1985),  también conocida como Emichee (えみちぃ), es una modelo y actriz ocasional japonesa nacida en China. Actualmente se encuentra retirada de la actuación, y se dedica solamente a trabajar como modelo. Sigue siendo una figura destacada en la industria de la moda y el modelaje.

## Vida y carrera
Nació el 13 de septiembre de 1985 en Shanghái, bajo el nombre de Wu Zi-liang, y siendo hija única. A la edad de 12 años, se trasladó a Kioto, Japón con sus padres, y obtuvo la nacionalidad japonesa. Una vez allí, se cambió el nombre a "Emi Suzuki". Se sometió a un año de estudio del japonés, para entrar en la Kyoto Ryoyo High School, de la cual se matriculó, pero no se graduó. 
Debutó como modelo en 1999, a la edad de 13 años para la revista Seventeen. En ese mismo año, apareció en un anuncio de televisión para Dancemania Speed 2 junto a Franky Gee. Gracias a ello su popularidad aumentó, y terminó por realizar varios anuncios de ropa.

### 2002-2007
En 2002, empezó a aparecer en colecciones privadas de diseñadores manteniendo estrictos requisitos con respecto al estándar de porcentaje de grasa corporal (BFP). En 2005, apareció en el video musical "Sakura" de Ketsumeishi. 
Había decidido retirarse del modelaje, y establecerse nuevamente en Kioto, sin embargo su agencia y la editorial Shueisha, lanzaron una nueva revista llamada Pinky. En 2006, terminó su contrato con Seventeen, para convertirse en una modelo exclusiva de Pinky. Hasta la fecha, en todas las portadas de la revista ha estado Suzuki únicamente, a excepción de la de noviembre de 2007. Fue presentada en el primer número de la revista.
Mientras trabajaba como modelo para Pinky, en la parte no comercial (profesional), fue contratada para muchas otras revistas de moda y ha modelado para una variedad de anuncios, como Shiseido, Suntory, Meiji, OPC (para Calorie Mate). Aparte de aparecer en revistas, anuncios, y un sinnúmero de colecciones privadas, Suzuki ha aparecido en varias series de televisión, tales como The Long Love Letter, The Queen of the Lunch, Water Boys 2, y Yukan Club. Karen, su personaje en Yukan Club fue uno de los papeles más populares que interpretó.
De enero a noviembre de 2007, ganó $ 29 millones. Ese mismo año ha sido nombrada como una de los diez mejores modelos de Japón por varias fuentes de medios.

### 2010-presente
En enero de 2010, hizo una aparición sorpresa como alumna en "Today's Countdown" de Fuji Fuji Mezamashi TV, un programa de noticias que apareció en sus años de novicia (2001-2002). A pesar de tener un horario de trabajo ocupado, ella se refirió a sí misma como una modelo semi-jubilada, e insinuó que no deseaba seguir una carrera como actriz. 
Suzuki ha aparecido en la primera edición de Used Mix Special Edition CLOSET, como uno de sus tres modelos destacados junto con Miho Tanaka y Rena Takeshita a finales de 2010.

## Controversias por su peso
En noviembre de 2008, se publicó en Takarajima, una revista mensual de estilo de vida, un editorial especial titulado "La princesa que muere de hambre Parte 8: No se puede parar, no se detendrá". Fue nombrada "La sexta modelo femenina más delgada en la década de 2000". Este editorial informó además las especificaciones de su cuerpo, que fue calculado por varios especialistas como 5 '9½ "(1.77 m), 93 lb (42 kg) y 13.4 (IMC). Según antiguos modelos que trabajaron con Suzuki en Seventeen (incluyendo a Anna Tsuchiya, Naoko Tokuzawa y Ayano Seki), Emi tenía un gran apetito. Ella es conocida por su metabolismo extremadamente rápido.

## Vida personal
Muy poco se sabe sobre la vida privada de Emi, ya que prefiere mantener un perfil más bajo. Ella es muy amiga de Nana Eikura desde el año 2003, quién confesó que: "Emi es una persona muy conservadora, rara vez habla de sí misma con los demás, incluso conmigo".
El 20 de febrero de 2013, se casó con un empleado de una empresa de modas y el 7 de octubre de ese mismo año, dio a luz a una niña.